# Campeonato Soviético de Xadrez de 1966
O Campeonato Soviético de Xadrez de 1966 foi a 34ª edição do Campeonato de xadrez da URSS, realizado em Tbilisi, de 28 de dezembro de 1966 a 2 de fevereiro de 1967. A competição foi vencida por Leonid Stein. Semifinais ocorreram nas cidades de Irkutsk, Krasnodar e Oriol.

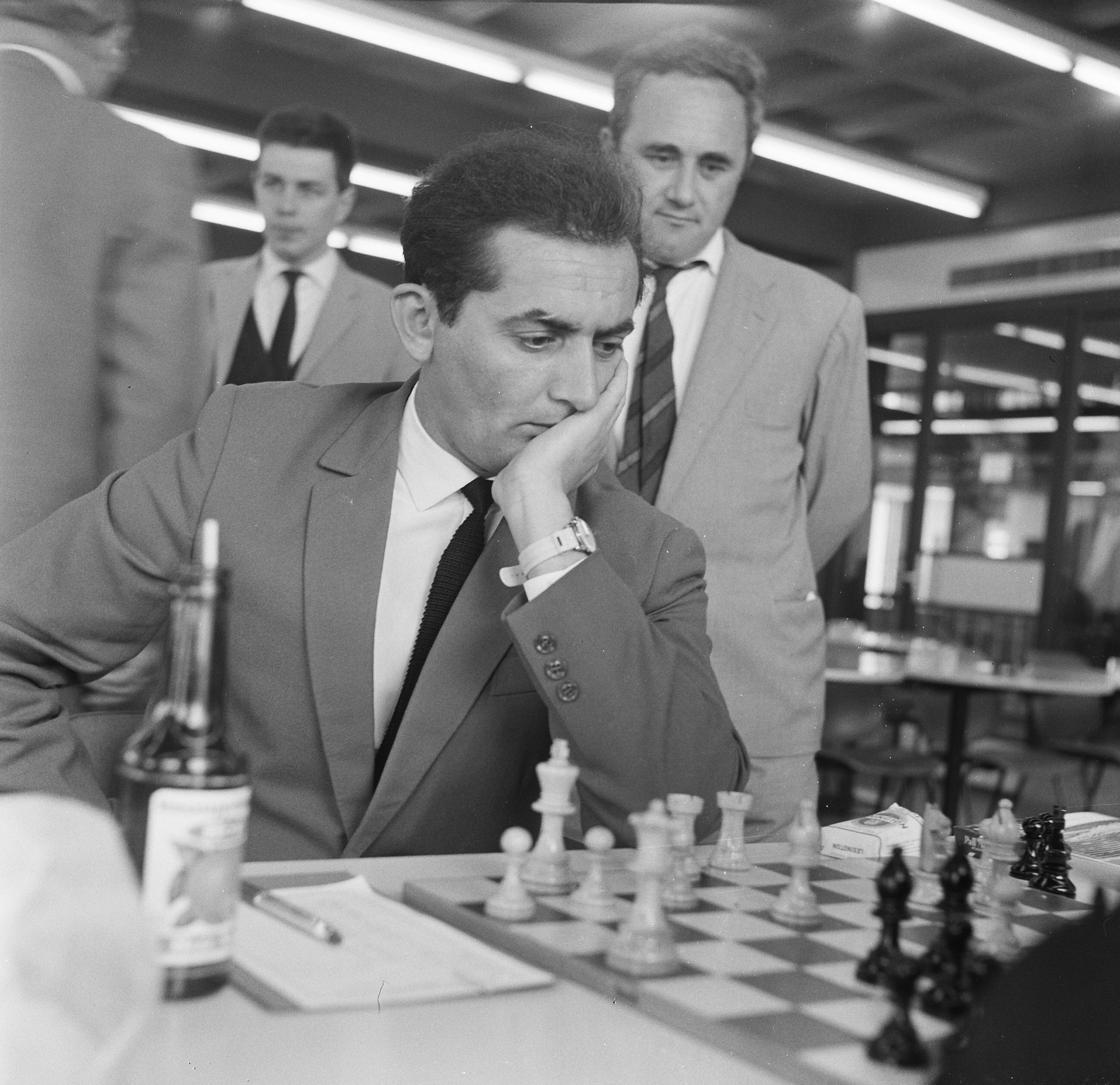
Leonid Stein

## Tabela e resultados
| N° | Jogador                | 1 | 2 | 3 | 4 | 5 | 6 | 7 | 8 | 9 | 10 | 11 | 12 | 13 | 14 | 15 | 16 | 17 | 18 | 19 | 20 | 21 | Total |
| -- | ---------------------- | - | - | - | - | - | - | - | - | - | -- | -- | -- | -- | -- | -- | -- | -- | -- | -- | -- | -- | ----- |
| 1  | Leonid Stein           | - | 0 | ½ | ½ | 1 | 1 | 1 | 0 | 1 | ½  | 1  | ½  | ½  | ½  | ½  | 1  | ½  | 1  | ½  | ½  | 1  | 13    |
| 2  | Efim Geller            | 1 | - | ½ | ½ | ½ | 1 | ½ | ½ | 1 | ½  | ½  | ½  | ½  | 0  | 1  | ½  | ½  | ½  | ½  | 1  | 1  | 12½   |
| 3  | Aivars Gipslis         | ½ | ½ | - | ½ | 1 | ½ | ½ | ½ | ½ | ½  | 0  | 1  | 1  | 1  | ½  | 1  | ½  | ½  | ½  | 1  | 0  | 12    |
| 4  | Viktor Korchnoi        | ½ | ½ | ½ | - | ½ | ½ | ½ | ½ | ½ | ½  | ½  | ½  | ½  | 1  | ½  | ½  | 1  | ½  | 1  | ½  | 1  | 12    |
| 5  | Mark Taimanov          | 0 | ½ | 0 | ½ | - | ½ | 0 | ½ | ½ | 1  | 1  | 1  | 1  | ½  | ½  | 1  | ½  | 1  | ½  | ½  | 1  | 12    |
| 6  | Anatoly Lein           | 0 | 0 | ½ | ½ | ½ | - | ½ | 1 | ½ | 1  | ½  | 1  | 1  | 1  | ½  | 0  | 1  | ½  | 1  | 0  | ½  | 11½   |
| 7  | Nikolai Krogius        | 0 | ½ | ½ | ½ | 1 | ½ | - | ½ | 1 | ½  | ½  | ½  | ½  | 0  | 0  | ½  | 1  | ½  | ½  | 1  | 1  | 11    |
| 8  | Lev Polugaevsky        | 1 | ½ | ½ | ½ | ½ | 0 | ½ | - | 0 | ½  | ½  | ½  | 0  | 0  | 1  | ½  | 0  | 1  | 1  | 1  | 1  | 10½   |
| 9  | David Bronstein        | 0 | 0 | ½ | ½ | ½ | ½ | 0 | 1 | - | ½  | ½  | ½  | 1  | 0  | ½  | 1  | ½  | ½  | 1  | 1  | ½  | 10½   |
| 10 | Vassily Smyslov        | ½ | ½ | ½ | ½ | 0 | 0 | ½ | ½ | ½ | -  | 1  | 1  | 1  | ½  | 0  | ½  | ½  | 0  | ½  | ½  | 1  | 10    |
| 11 | Ratmir Kholmov         | 0 | ½ | 1 | ½ | 0 | ½ | ½ | ½ | ½ | 0  | -  | ½  | ½  | ½  | ½  | ½  | ½  | 1  | ½  | ½  | 1  | 10    |
| 12 | Vladimir Savon         | ½ | ½ | 0 | ½ | 0 | 0 | ½ | ½ | ½ | 0  | ½  | -  | ½  | 1  | 1  | ½  | ½  | ½  | 1  | 1  | ½  | 10    |
| 13 | Eduard Gufeld          | ½ | ½ | 0 | ½ | 0 | 0 | ½ | 1 | 0 | 0  | ½  | ½  | -  | ½  | 1  | ½  | 1  | ½  | ½  | ½  | 1  | 9½    |
| 14 | Viatcheslav Osnos      | ½ | 1 | 0 | 0 | ½ | 0 | 1 | 1 | 1 | ½  | ½  | 0  | ½  | -  | ½  | 0  | ½  | ½  | ½  | 0  | ½  | 9     |
| 15 | Evgeni Vasiukov        | ½ | 0 | ½ | ½ | ½ | ½ | 1 | 0 | ½ | 1  | ½  | 0  | 0  | ½  | -  | 1  | 0  | 1  | ½  | 0  | ½  | 9     |
| 16 | Bukhuti Gurgenidze     | 0 | ½ | 0 | ½ | 0 | 1 | ½ | ½ | 0 | ½  | ½  | ½  | ½  | 1  | 0  | -  | ½  | ½  | 0  | 1  | 1  | 9     |
| 17 | Alexey Suetin          | ½ | ½ | ½ | 0 | ½ | 0 | 0 | 1 | ½ | ½  | ½  | ½  | 0  | ½  | 1  | ½  | -  | 0  | ½  | ½  | ½  | 8½    |
| 18 | Vladimir Liberzon      | 0 | ½ | ½ | ½ | 0 | ½ | ½ | 0 | ½ | 1  | 0  | ½  | ½  | ½  | 0  | ½  | 1  | -  | ½  | 0  | ½  | 8     |
| 19 | Iivo Nei               | ½ | ½ | ½ | 0 | ½ | 0 | ½ | 0 | 0 | ½  | ½  | 0  | ½  | ½  | ½  | 1  | ½  | ½  | -  | 1  | 0  | 8     |
| 20 | Yuri Nikolaevsky       | ½ | 0 | 0 | ½ | ½ | 1 | 0 | 0 | 0 | ½  | ½  | 0  | ½  | 1  | 1  | 0  | ½  | 1  | 0  | -  | 0  | 7½    |
| 21 | Vladimir Doroshkievich | 0 | 0 | 1 | 0 | 0 | ½ | 0 | 0 | ½ | 0  | 0  | ½  | 0  | ½  | ½  | 0  | ½  | ½  | 1  | 1  | -  | 6½    |